# Kumja
Kumja (arab. قوميه) – nieistniejąca już arabska wieś, która była położona w dystrykcie Bajsan w Mandacie Palestyny. Wieś została wyludniona i zniszczona podczas wojny domowej w Mandacie Palestyny, po ataku sił żydowskiej Hagany w dniu 26 marca 1948 roku.

## Położenie
Kumja leżała w północnej części doliny Charod. Wieś była położona w odległości 12 kilometrów na zachód od miasta Bajsan. Według danych z 1945 do wsi należały ziemie o powierzchni 489,8 ha. We wsi mieszkało wówczas 440 osób.
| własność gruntów | powierzchnia gruntów (hektary) |
| ---------------- | ------------------------------ |
| Arabowie         | 471,6                          |
| Żydzi            | 8,1                            |
| publiczne        | 10,1                           |
| Razem            | 489,8                          |

| Rodzaj użytkowanych gruntów | Arabowie (hektary) | Żydzi (hektary) |
| --------------------------- | ------------------ | --------------- |
| uprawy nawadniane           | 3,3                | -               |
| uprawy zbóż                 | 420,5              | 8,1             |
| zabudowane                  | 1,5                | -               |
| nieużytki                   | 56,4               | -               |

## Historia
Nie jest znana data założenia wioski. Wiadomo jednak, że istniała już przed 1596 rokiem. Francuski geograf Pierre Jacotin umieścił ją na swojej mapie z 1799 roku, pod nazwą Kouni. W 1882 roku Palestine Exploration Fund opisało Kumję jako niewielką wieś położoną na wzgórzu w samym środku doliny, otoczoną ogrodami z opuncji. Po I wojnie światowej w 1918 roku cała Palestyna przeszła pod panowanie Brytyjczyków, który w 1921 roku utworzyli Brytyjski Mandat Palestyny. Umożliwiło to rozwój osadnictwa żydowskiego w Palestynie. W latach 20. XX wieku żydowskie organizacje syjonistyczne zaczęły wykupywać grunty w dolinie Charod. W 1930 roku w sąsiedztwo wsi został przeniesiony żydowski kibuc En Charod.
W okresie panowania Brytyjczyków Kumja była niewielką wsią, której mieszkańcy utrzymywali się z upraw zbóż. We wsi była szkoła podstawowa dla chłopców.

Przyjęta 29 listopada 1947 roku Rezolucja Zgromadzenia Ogólnego ONZ nr 181 przyznała te tereny państwu żydowskiemu. Podczas wojny domowej w Mandacie Palestyny, w dniu 26 marca 1948 roku wieś zajęli żydowscy żołnierze Hagany (Brygada Golani). Jej mieszkańcy uciekli w obawie przed walkami. Następnie wyburzono wszystkie domy.

## Miejsce obecnie
Teren wioski Kumja pozostaje opuszczony, jednak jej pola uprawne zajęły sąsiednie kibuce En Charod Ichud, En Charod Me’uchad, Tel Josef i Gewa. Palestyński historyk Walid Chalidi, tak opisał pozostałości wioski Kumja: „Cały teren jest ogrodzony. Wokół gruzów wioski rosną morwy, drzewa granatu i kaktusy. Wśród ruin wiejskiej szkoły rosną cyprysy”.